# عبد الغني قمر
عبد الغني محمد إبراهيم قمر (18 ديسمبر 1921 - 4 فبراير 1981) ممثل ومخرج مصري.

## حياته
ولد بالإسكندرية مصر 18 ديسمبر 1921،نال دبلوم المعهد العالي للسينما عام 1950، توفي 4 فبراير 1981م في بغداد.
من أقاربه الذين يعملون بالفن: أخوه بهجت قمر والد مؤلف الأغاني أيمن بهجت قمر، المطرب مصطفى قمر وأخوه ياسر قمر (ولكن أعماله قليلة).

## مسيرته
- عرف بنشاطه السياسي، حيث عارض الرئيس أنور السادات على معاهدة كامب ديفيد، فهاجر للعراق.[3]
- ممثل ومخرج ومؤلف مصري، هرب إلى العراق بعد معارضته للسادات في السبعينات ثم مات في المنفى ودفن هناك.[4]
- ممثل ومخرج سينمائي،
- عمل بالإذاعة. انضم إلى أكثر من فرقة مسرحيةعمل موظفًا بمصلحة الجمارك
- عمل في فرقة إسماعيل ياسين، والفرقة القومية. عرف بنشاطه السياسي، حيث عارض الرئيس أنور السادات على معاهدة كامب دايفيد، واشترك في المسلسلات الإذاعية التي وجهت الانتقادات إلى المعاهدة.
- قام بإخراج فيلم «بنت الصياد» عام 1957، ولم تتكرر التجربة، جسد شخصية الرجل الوغد، أو الدجال في أغلب أفلامه.
- من أهم تمثيلياته التليفزيونية ثلاثية الساقية(الساقية...الضحية...الرحيل.) كذلك تمثيلية (التجربة)في السبعينيات..هذا غير المسلسلات الدينية الكثيرة سافر إلى ليبيا للتمثيل في فيلم الرسالة وقد قام في الفيلم بدور أمية بن خلف..ظل في ليبيا لمدة 7 سنوات.. ثم سافر إلى العراق لتمثيل فيلم القادسية بطولة الفنان العراقي طعمة التميمي و الفنان عزت العلايلي والراحلة سعاد حسني وإخراج المخرج الرائع صلاح أبو سيف . ولكن الفيلم لم يتم به ..ثم قام بتمثيل دور كافور الأخشيدي في مسلسل المتنبي مع الفنان أحمد مرعي. وكان له مسلسل اذاعي يومي تبثه اذاعة بغداد ينتقد فيه اتفاقية كامب ديفيد وظل في العراق حيث توفاه الله سنة 1981.
- كان من الفنانين المثقفين وسافر لعدة دول أوروبية لإلقاء محاضرات بها، منها (إنجلترا) و(ألمانيا).

## أعماله

### الأدوار التمثيلية
1. جفت الأمطار (1967)
2. الأصدقاء الثلاثة (1966).... شاويش بسجن
3. 30 يوم في السجن (1966)
4. كنوز (1966)
5. العقل والمال (1965)
6. المغامرون الثلاثة [ب] (1965)
7. نهر الحياة (1964)
8. رابعة العدوية (1963)
9. أميرة العرب (1963)
10. لماذا أعيش (1961)
11. وطني وحبى (1960)
12. نداء العشاق (1960)
13. وداعًا يا حب (1960)
14. عودة الحياة (1959)
15. إحنا التلامذة (1959)
16. إسماعيل يس في مستشفى المجانين (1958).... الدجال
17. امرأة في الطريق (1958).... الحاج امين عبد الصبور
18. الجريمة والعقاب (1957).... تاجر الخردة (العريس)
19. المفتش العام (1956)
20. متحف الشمع (1956)
21. فجر (1955)
22. أماني العمر (1955)
23. درب المهابيل (1955)
24. قلبى يهواك (1955)
25. السيد البدوى (1954)
26. الوحش (1954)
27. صراع في الوادى (1954)
28. بنات حواء (1954).... عادل الشواف المتقدم لخطبة عصمت
29. شيطان الصحراء (1954)
30. شرف (1954)
31. علشان عيونك (1954)
32. مغامرات إسماعيل يس (1954)
33. غرام بثينة (1953)
34. فاعل خير (1953)
35. شم النسيم (1952)
36. آمنت بالله (1952)
37. لحن الخلود (1952)
38. سيدة القطار (1952)
39. أموال اليتامى (1952)
40. من القلب للقلب (1952)
41. ورد الغرام (1951)

الأفلام
1. فيلم الرسالة بدور أمية بن خلف

### التأليف
1. لماذا أعيش (1961).... قصة وسيناريو وحوار
2. صخرة الحب (1959).... سيناريو وحوار

## وفاته
توفي في العام 1981 في بغداد وقامت أسرته بدفنه في القاهرة..في مدافن الأسرة.

## وصلات خارجية
- عبد الغني قمر على موقع IMDb (الإنجليزية)
- عبد الغني قمر على موقع قاعدة بيانات الأفلام العربية